# Rainer Seifert
Rainer Seifert (ur. 10 grudnia 1947 w Wiesbaden) – niemiecki hokeista na trawie, złoty medalista olimpijski z Monachium.
Reprezentował barwy RFN. Brał udział w dwóch igrzyskach (IO 72, IO 76). Największy sukces w karierze odniósł w 1972 przed własną publicznością, kiedy to wywalczył złoty medal olimpijski. Sięgnął po brąz mistrzostw świata w 1973 i 1975, był mistrzem Europy w 1978. Łącznie rozegrał w kadrze 122 spotkania, w latach 1969-1980.